# Acorna
Acorna est un cycle de romans créé par Anne McCaffrey et Margaret Ball. C'est également le nom du personnage principal de ces romans, une fille-licorne. 
L'univers de la série relève plus précisément du genre de la science fantasy. Les deux premiers romans sont rédigés par McCaffrey et Ball, tandis que les suivants ont été co-écrits par McCaffrey et Elizabeth Ann Scarborough (de 1999 à 2007). La série Acorna est un sous-ensemble de l'univers créé par Anne Mc Caffrey, incluant la série du Cristal Chanteur et La Ballade de Pern. Les autres contributeurs à la série Acorna sont Jody Lynn Nye, Lyman Frakoss, Romain R. Ranieri et Mickey Zucker Reichert (en).

## Description
Acorna est une licorne humanoïde, dotée d'une crinière argentée et d'une fine corne au milieu du front. Cette corne lui confère les pouvoirs de purifier l'air ou l'eau, et de soigner les maladies.
Elle est recueillie par un groupe d'humains dans une capsule de survie, alors que son vaisseau spatial vient d'être détruit.
Le peuple et la langue d'Acorna sont nommés Linyaari, ce qui signifie « les civilisés ».

## Réception
Le succès du premier roman de la série en 1997, simplement intitulé Acorna, pousse Anne McCaffrey et Margaret Ball à écrire une suite, Acorna's quest (en français : La Quête d'Acorna). En français, le cycle a été traduit chez Pocket sous les titres « La petite licorne » et « La jeune licorne ».
1. Acorna, la petite licorne / Acorna (1997) avec Margaret Ball
2. La Quête d'Acorna / Acorna's Quest (1998) avec Margaret Ball
3. Le Peuple d'Acorna / Acorna's People (1999) avec Elizabeth Ann Scarborough
4. Le Monde d'Acorna (2003)/ Acorna's World (2000) avec Elizabeth Ann Scarborough
5. Acorna’s Search avec Elizabeth Ann Scarborough (2001)
6. Acorna’s Rebels avec Elizabeth Ann Scarborough (2003)
7. Acorna’s Triumph avec Elizabeth Ann Scarborough (2004)
8. First Warning: Acorna's Children avec Elizabeth Ann Scarborough (2005)
9. Second Wave: Acorna's Children avec Elizabeth Ann Scarborough (2006)
10. Third Watch: Acorna's Children avec Elizabeth Ann Scarborough (2007)

- The Unicorn Girl: the illustrated adventures avec des nouvelles de Mickey Zucker Reichert (en), Jody Lynn Nye (en) et Roman A. Ranieri

À la sortie de sa traduction en langue française chez Pocket, Acorna était classé comme relevant de la science fantasy. L'éditeur a par la suite re-catégorisé les autres romans du cycle en science-fiction. Par ailleurs, le cycle d'Acorna est listé dans l′Encyclopedia of Science Fiction.

## Analyse
D'après Mary Ellen Snodgrass, le cycle d'Acorna relève de la littérature féministe : elle analyse le cycle comme « typique de la libération des jeunes héroïnes des structures sexistes ». Elle note également que, par son courage, l'héroïne évolue et obtient des résultats majestueux en passant par de nombreux sacrifices, en particulier la perte de celui dont elle est amoureuse.
Tim Conlay et Stephen Cain analysent le travail effectué sur ce cycle en matière de linguistique : une langue nommée Linyaari a été créée pour les besoins de l'histoire, quelques éléments de vocabulaire étant fournis au fil des ouvrages, mais très peu d'éléments de grammaire. Les auteures des deux premiers ouvrages du cycle expliquent dans un appendice avoir collaboré et travaillé sur la linguistique afin de rendre ces mots de vocabulaire vraisemblables. Elles fournissent également des informations relatives à la prononciation, et à la formation du pluriel, des adjectifs, des verbes et des participes en Linyaari. Cette langue construite est dans l'ensemble assez simple : la formation d'un pluriel, par exemple, s'effectue le plus souvent en doublant une voyelle.